# Martín Herrera
Martín Horacio Herrera (ur. 13 września 1970 w Río Cuarto) – były argentyński piłkarz występujący na pozycji bramkarza.
Profesjonalną karierę rozpoczął w Boca Juniors. Następnie grał w stołecznej Atlancie i meksykańskim Deportivo Toluca (wiosną 1998 roku został mistrzem ligi meksykańskiej). Zanim w 1999 roku trafił do Europy występował w Ferro Carril Oeste. Barw hiszpańskiego Deportivo Alavés bronił w latach 1999–2002 i zajmował z nim 6. (w sezonie 1999/2000; zwyciężył wówczas w klasyfikacji Trofeo Zamora i odebrał nagrodę dla najlepszego golkipera ligi) i 7. miejsce w Primera División (2001/2002), grał także w finale Pucharu UEFA w 2001 roku (przegranym 4-5 z Liverpoolem). Po odejściu z Vitorii zaliczył nieudany epizod w angielskim Fulham F.C. O zawieszeniu butów na korku zdecydował jako zawodnik Estudiantes La Plata, z którym sięgnął po mistrzostwo Torneo Apertura 2006.